# Cele 12 puncte ale Revoluției Maghiare din 1848

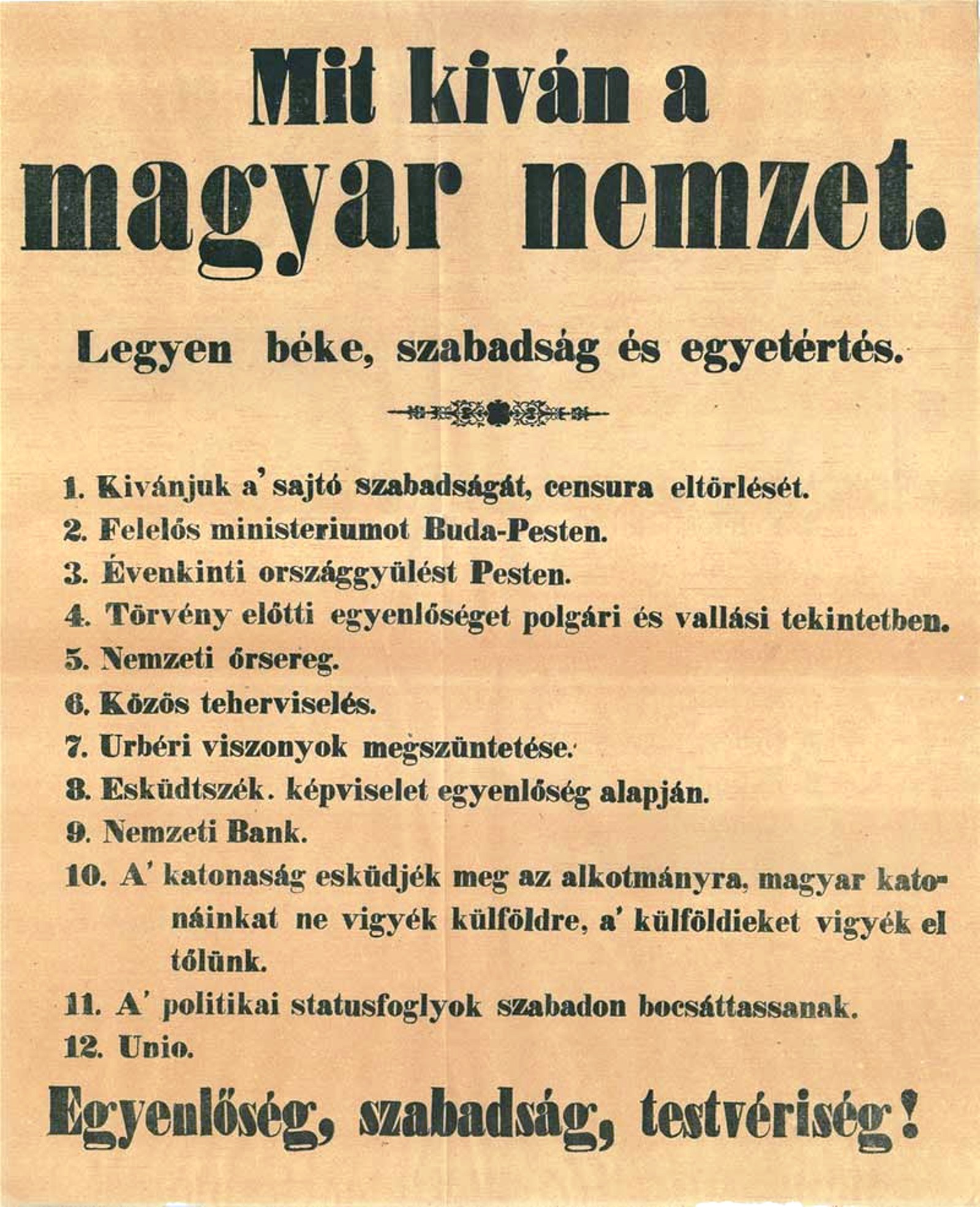
Afișul original din 1848 cu cele 12 puncte

Cele 12 puncte (în maghiară: 12 pont) a fost o listă de cereri elaborată de conducătorii Revoluției Maghiare din 1848, printre care Lajos Kossuth, József Irinyi, Sándor Petőfi și Mór Jókai.

## Context
În 1526, după înfrângerea ungurilor în Bătălia de la Mohács, în care regele lor a murit captiv la turci, coroana regatului a trecut în mâinile lui Ferdinand I de Habsburg. Din acel moment au domnit în Ungaria o serie de monarhi germani ai acelei case regale, zdrobind mai multe mișcări de eliberare conduse de principii maghiari ai Transilvaniei ca Ștefan Bocskai și Gabriel Bethlen, care au vrut ca regatul să iasă din sfera de influență a austriecilor.
Puterea în creștere a monarhilor habsburgi asupra nobililor și oamenilor de rând maghiari a înăbușit timp de mai multe secole libertatea națiunii maghiare, confruntată cu mai multe încercări de germanizare a populației. Cu toate acestea, în secolul al XIX-lea a luat naștere o mișcare naționalistă în Ungaria, care a impulsionat declanșarea Revoluției Maghiare din 1848, imediat ce alte națiuni europene s-au răzvrătit împotriva Habsburgilor (în cazul Ungariei, revoluția s-a transformat într-un război de independență, care a durat aproape un an, până când a fost înăbușit în 1849 de împăratul Franz Joseph I, cu ajutorul armatelor țarului rus).
Pe 15 martie 1848 a izbucnit revoluția la Budapesta, unde cele 12 puncte au fost recitate de mai multe ori cu voce tare, în stradă, împreună cu poezia „Nemzeti dal” a lui Sándor Petőfi, punând bazele mișcării de independență maghiară.
Mór Jókai a transcris cele douăsprezece puncte ale Fiatal Magyarország într-un limbaj ușor de înțeles de popor.

## Cele 12 puncte
Textul proclamației a fost tipărit de tipografia Landerer & Heckenast:
Ceea ce vrea națiunea maghiară.
Să fie pace, libertate și înțelegere!
1. Vrem libertatea presei și desființarea cenzurii.
2. Un guvern independent maghiar la Buda-Pesta.
3. Adunare națională anuală la Pesta.
4. Egalitate civilă și religioasă în fața legii.
5. O gardă națională maghiară.[2]
6. Plată universală și echitabilă a impozitelor.[3]
7. Desființarea iobăgiei.[4]
8. Curți cu juri bazate pe reprezentativitate juridică egală.
9. Crearea unei bănci naționale a Ungariei.
10. Ca armata maghiară să fie un sprijin al națiunii, ca soldații noștri să nu fie duși în străinătate și ca soldați străini să fie luați de pe teritoriul ungar.[5]
11. Eliberarea prizonierilor politici.
12. Unirea (cu Transilvania).[6]

Egalitate, Libertate, Fraternitate!